# Bromchloressigsäure
Bromchloressigsäure ist eine chemische Verbindung, bei der die Methylgruppe der Essigsäure mit Brom und Chlor substituiert ist.

## Vorkommen
Bromchloressigsäure ist ein halogeniertes Desinfektionsnebenprodukt, das häufig in Trinkwasser, Fruchtsaft und Käse vorkommt.

## Gewinnung und Darstellung
Bromchloressigsäure kann durch Bromierung von Chloressigsäure mit einem 2:1-Bromid/Bromat-Gemisch unter sauren Bedingungen hergestellt werden.

## Eigenschaften
Bromchloressigsäure ist ein farbloser Feststoff, der in Wasser und Methanol löslich ist.

## Sicherheitshinweise
Bromchloressigsäure verursacht nachweislich Mesotheliome, Fibroadenome und Adenome bei Ratten.